# Swinside

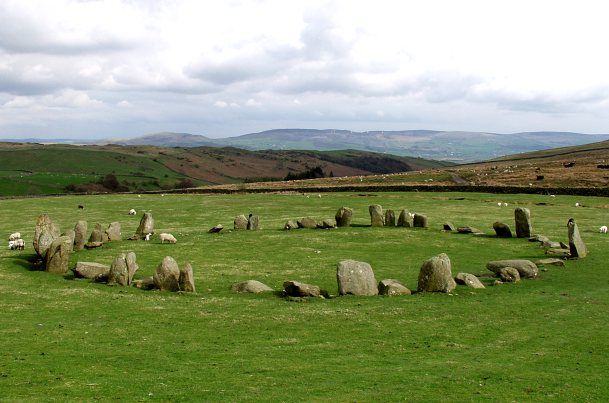
Círculo de piedras de Swinside.

Swinside es una aldea sita junto a Swinside Fell, parte de Black Combe, en el sur de Cumbria, Inglaterra. Se destaca por el círculo de piedras de Swinside que se encuentra cerca, un círculo casi perfecto de poco menos de 29 metros de diámetro. El círculo es también conocido como Sunkenkirk, a raíz de la leyenda que dice que el diablo hizo que las piedras se hundieran en el suelo para evitar su utilización para construir los cimientos de una iglesia.